# Жан Ибелин (граф Яффы)
Жан Ибелин (фр. Jean d'Ibelin); (1215 — декабрь 1266) — граф Яффы и Аскалона, известный правовед и автор самого длинного правового трактата Иерусалимского королевства. Сын Филиппа Ибелина, бейлифа Кипрского королевства, и Алисы Монбельяр, племянник Жана Ибелина, «Старого сеньора Бейрута». Чтобы отличать от его дяди и других членов семьи Ибелинов по имени Жан, его иногда называют Жан Яффасский.

## Семья и ранние годы
Его семья была первой ветвью Ибелинов, которая поселилась на Кипре, поскольку его отец был регентом королевства в 1218—1227 годах. В 1229 Жан бежал с Кипра вместе со своей семьей, когда Фридрих II, император Священной Римской империи захватили владения Ибелинов на острове. Они временно поселились в Северной Палестине, где их династия также имела владения. Жан участвовал в битве при Казаль-Имберт, где его дядя Жан Бейрутский одержал победу над Риккардо Филаньери, комендантом Фридриха на востоке. Около 1240 года он женился на Марии Барбарон (ум. 1263), сестре короля Киликийской Армении Хетума I и золовке Генриха I, короля Кипра. В 1241 г. он, вероятно, был ответственным за разработку компромисса между Ибелинами и императором, согласно которому Симон де Монфор, 6-й граф Лестер должен был управлять королевством. Это предложение не было реализовано и Симон так и не прибыл в Святую Землю. Ибелины продолжали враждовать с Гогенштауфенами, и в 1242 году они захватили Тир у своих соперников. Жан также участвовал в осаде.

## Участие в Крестовых походах

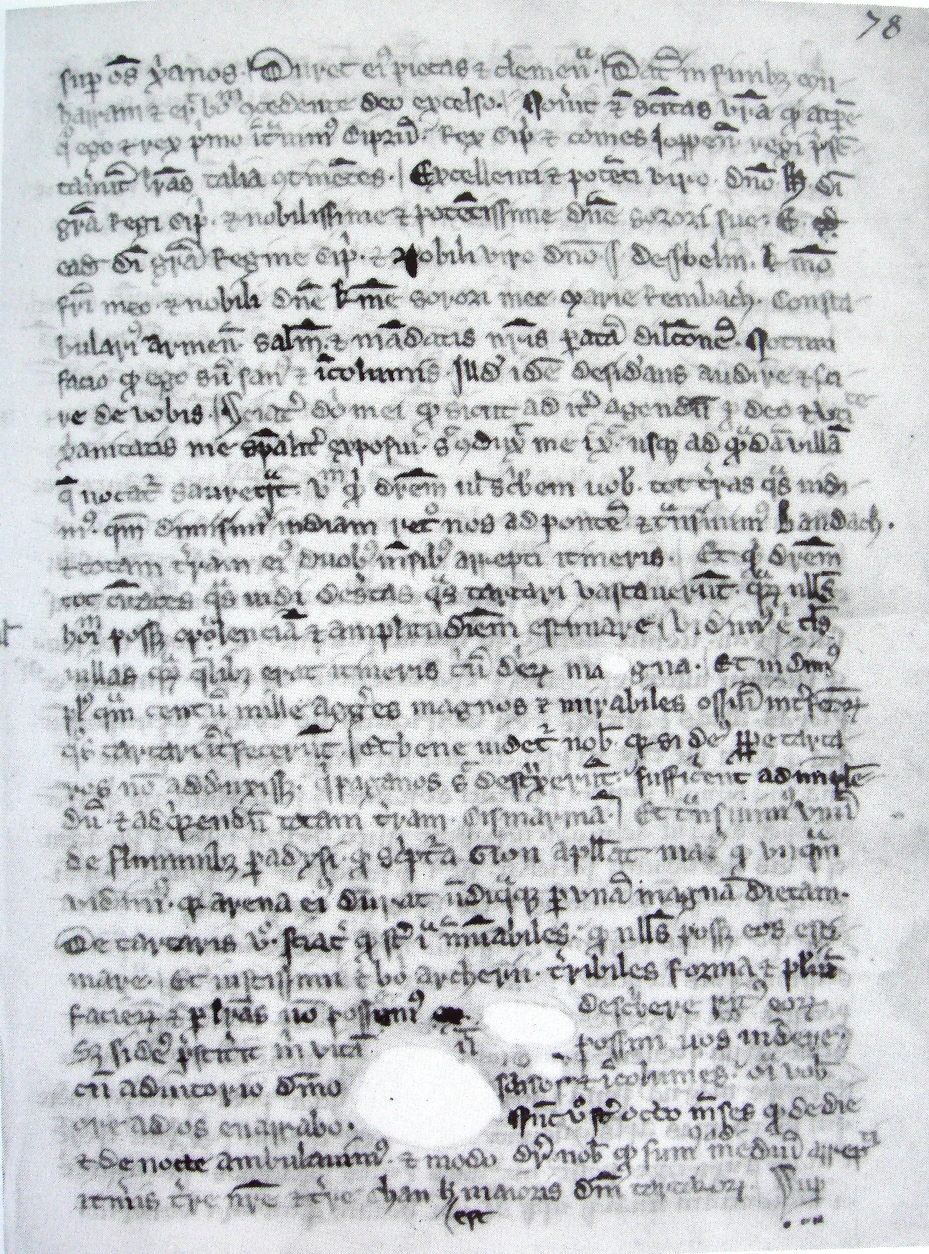
Письмо Смбата Спарапета к Жану Ибелину, его зятю.

Вскоре после этого, где-то между 1246 годом и началом Седьмого крестового похода, Жан стал графом Яффы и Аскалона и сеньором Рамлы. Рамла была старым владением Ибелинов, но Яффа и Аскалон принадлежали другим династиям, а конкретнее — совсем недавно убитому Готье IV Бриеннскому, чей сын Жан, граф Бриенн (племянник короля Генриха II) был вытеснен Ибелинами со своих владений. Это, вероятно, произошло тогда, когда король Генрих, двоюродный брат Жана, стал регентом Иерусалима и начал раздавать кипрским баронам земли на континенте, чтобы создать там базу лояльных себе людей. Яффа была к тому времени была небольшим портом, а Аскалон был захвачен мамлюками у госпитальеров в 1247 году.
В 1249 году Жан присоединился к Седьмому крестовому походу и участвовал во взятии Думъята Людовиком IX. Людовик был взят в плен, когда город был отбит мусульманами, но Жан, вероятно, избежал той же участи. Людовик был выпущен на свободу в 1252 году и затем двинул свои войска на Яффу. Констебль и хронист Людовика Жан де Жуанвиль изображает Жана в благосклонном свете: герб Жана он описывает, как «приятная для глаза вещь…или герб с крестом pateé gules». Жан к тому времени стал очень известным на востоке лордом. Он вёл переписку с Генрихом III и папой римским Иннокентием IV, который подтвердил дарование владений Генрихом I Жану.
Генрих I умер в 1253 году. Людовик IX возвратился во Францию в 1254 году, оставив Жана в качестве бейлифа Иерусалима. Жан заключил мир с Дамаском и собрал силы королевства, чтобы атаковать Аскалон. В ответ египтяне в 1256 году начинают осаду Яффу. Джон выдвинулся на подмогу городу и одержал победу, после чего отказался от бейливика в пользу своего кузена Жана Арсуфского.
Тем временем, между торговыми общинами генуэзцев и венецианцев, проживавших в Акре, разгорелся конфликт, который вошёл в историю под названием «Война святого Саввы». Жан поддерживал венецианцев. Для того, чтобы восстановить порядок в королевстве, Жан и Боэмунд Антиохийский призвали вдовствующую королеву Кипра, Плезанцию Антиохийскую, чтобы та приняла регентство при малолетнем и находившимся в Италии короле Конрадине. Венецианцы, однако, разгромили генуэзцев в морском бою в 1258 и после этого генуэзцы покинули Акру. После прибытия Плезанции и её сына Гуго II в Акру влияние дома Ибелинов начало снижаться. Около 1263 года, тем не менее, Жан вступил в скандальный роман с Плезанцией, что, вероятно, побудило Урбана IV отправить официальное письмо, где он осуждал их отношения, De sinu patris. Жена Жана и его дети, как предполагается, в это время проживали отдельно от него. Мария гостила у своей семьи в Киликии в 1256 и 1263 годах, и умерла после посещения своего отца, Константин Баберона, находившегося при смерти, на его собственном смертном одре.
Джон мало что мог предпринять в то время, как Бейбарс I, султан Египта, сражался с монголами в Палестине. Яффа, вероятно, попала в вассальную зависимость перед Бейбарсом, и тот использовал городской порт чтобы отправить продовольствие в Египет. Перемирие Жана с Бейбарсом не продлилось долго, поскольку сам Жан умер в 1266 году. К 1268 Бейбарс окончательно захватил Яффу.

## Правовой трактат
От 1264 по 1266, Жан Ибелин работал над обширным правовым трактатом, ныне известный как «Livre des Assises». Этот трактат является самым длинным трактатом того времени, составленным в Леванте. Он представлял собой сборник ассизов Иерусалимского королевства, а также регламентировал работу Верховного совета (фр. Haute cour). Он также включал в себя детали о церковной и феодальной структуре королевства, как то, например, число рыцарей, которое должны были предоставлять каждый из вассалов короля.

## Брак и дети
С Марией Армянской (сестра Хетума I, царя Армении и дочь Константина Баберона) Жан имел следующих детей:
- Жак (ок. 1240 — 18 июля 1276), граф Яффы и Аскалона с 1266, женился на Мари Монбельяр ок. 1260
- Филипп (ум. после 1263)
- Ги I Ибелин (ок. 1250 — 14 февраля 1304), титулярный граф Яффы и Аскалона с 1276, женился на своей кузине Мари, леди Навмахии ок. 1290
- Жан (ум. после 1263)
- Гетум
- Ошин
- Маргарет (ок. 1245 — после 1317), аббатиса Нотр-Дам-де-Тир в городе Никосия
- Изабель (ок. 1250 — после 1298), вышла замуж за Сумбата Сервантикароского ок. 1270
- Мари (ум. после 1298), первым браком вышла замуж за Вахрана Гамусского, 10 октября 1298 г. повторно вышла замуж за Григория Тардиф